# Tomàs Riba
Tomàs Riba (? - 1563) fou organista de l'església parroquial de Sant Esteve d'Olot entre 1554 i 1563. Fou el primer d'ocupar aquest càrrec. Germà de Pere Riba (? - 19 de juliol de 1573).
Es va atorgar el magisteri de l'orgue a Tomàs Riba l'onze de juny de 1554. T. Riba «obre la llista dels obtentors del benefici de l'Àngel Custodi que apareix en el catàleg dels beneficis adscrits a l'altar de les ànimes».
Durant l'any 1561 va participar en els funerals de la parròquia i en les misses de cap d'any dels aniversaris. La seva presència als funerals està datada fins al 10 de desembre de 1561.
Amb data de l'any 1573, en el llibre d'òbits de Sant Esteve, apareixen uns deutes i despeses que Pere Riba rebia com a procurador de Tomàs Riba, des de principis de juny i fins al dia que va morir.
Probablement el seu traspàs es produí abans de l'agost de 1563, però no es coneix la data exacta.